# National Velvet
National Velvet is een Amerikaanse jeugdfilm in Technicolor uit 1944 onder regie van Clarence Brown. De film is gebaseerd op het gelijknamige boek van Enid Bagnold en gaat over een meisje en haar liefde voor paarden. Destijds werd het in Nederland uitgebracht onder de titel De Grote Race.

## Verhaal
De film speelt zich af tijdens een zomervakantie in het Engelse kuststadje Sewels. De 12-jarige Velvet Brown ontmoet op haar laatste schooldag Mi Taylor. Ze is al heel haar leven dol op paarden en is onder de indruk van zijn kennis over de diersoort. Ze nodigt hem uit te eten bij haar familie, die bestaat uit haar ouders, oudere zussen Edwina en Malvolia en jongere broer Donald. Haar moeder kent Mi's vader uit haar verleden, maar laat er geen woord over los. Velvet is dol op Mi en vraagt haar vader hem aan te nemen als boodschappenjongen. Later die dag vraagt ze haar moeder over haar relatie met Mi's vader. Haar moeder onthult dan dat hij haar trainer was toen ze twintig was en werkte als zwemster.
Velvet kan niet wachten om Mi te vertellen dat hij voor haar vader mag werken en weet niet dat hij al het spaargeld van haar moeder heeft gestolen. Mi is geroerd, accepteert de baan en brengt later ongemerkt het geld terug. In de dagen die hierop volgen leren Velvet en Mi elkaar steeds beter kennen. Mi geeft toe dat hij een hekel heeft aan paarden nadat hij er van een werd afgegooid. Desondanks merkt hij het springtalent van haar paard The Pie op en adviseert haar mee te doen aan wedstrijden. Na lang smeken bij haar ouders mag ze met haar paard meedoen aan de wedstrijd Grand National, met het springonderdeel 'Beecher's Brook' als haar grootste triomf.
Velvets moeder wordt door Mi overgehaald om 100 pond te betalen om deel te mogen nemen aan de races. Het geld dat ze geeft, is het geld dat ze ooit had gewonnen met een zwemwedstrijd. Eenmaal onderweg om het geld te betalen komt Mi in verleiding het voor zichzelf te houden en weg te lopen, maar door zijn band met de familie doet hij dit niet. Hij kan echter geen trainer vinden voor Pie, waarna Velvet hem smeekt haar paard te trainen. Een maandenlange training volgt, waarbij Pie in de winter ernstig ziek wordt. De familie vreest voor zijn welzijn, maar Pie overleeft het en is gereed voor de wedstrijden in de lente.
Mi en Velvet hebben contact opgenomen met Ivan Taski om op Pie te rijden, maar als ze hem ontmoeten, zijn ze ervan overtuigd dat hij niet geschikt is. Velvet smeekt Mi om op haar paard te rijden, maar hij weigert en legt uit dat hij ooit bij een wedstrijd een ernstig ongeluk heeft veroorzaakt waarbij een andere jockey om het leven is gekomen. Hij wil echter niet Velvets droom in duigen zien vallen en probeert over zijn angst heen te komen om mee te doen aan de wedstrijd. Velvet heeft ondertussen het besluit genomen zelf het paard te berijden en doet zich voor als jongen om mee te mogen doen.
Velvet wint de race, maar stort na de wedstrijd in door uitputting. De dokter onthult dat ze werkelijk een meisje is, waarna ze wordt gediskwalificeerd. Desondanks is ze blij met haar overwinning en krijgt ze landelijk de eretitel 'National Velvet'. Ze wordt gezien als een held van Engeland en krijgt zelfs filmaanbiedingen uit Hollywood. Aan het einde van de film nemen Mi en Velvet afscheid van elkaar, voordat hij Sewels voorgoed verlaat.

## Rolbezetting
| Acteur                 | Personage      |
| ---------------------- | -------------- |
| Elizabeth Taylor       | Velvet Brown   |
| Mickey Rooney          | Mi Taylor      |
| Donald Crisp           | Meneer Brown   |
| Anne Revere            | Mevrouw Brown  |
| Angela Lansbury        | Edwina Brown   |
| Jackie 'Butch' Jenkins | Donald Brown   |
| Juanita Quigley        | Malvolia Brown |
| Terry Kilburn          | Ted            |

## Achtergrond
Er waren in Hollywood al in de jaren 30 plannen een verfilming van het boek van Enid Bagnold te maken. In 1935 kocht Paramount Pictures de filmrechten en versloeg hiermee RKO Pictures, die een verfilming wilden als vehikel voor Katharine Hepburn. Paramount wilde John Gilberts dochter Leatrice Joy Gilbert voor de hoofdrol. Er waren echter problemen met de rolverdeling, waardoor de studio de rechten in 1937 doorverkocht naar Metro-Goldwyn-Mayer. Leslie Ruth werd overwogen voor de rol van Velvet, maar de productie van de film kreeg opnieuw te maken met castingproblemen. Op een gegeven moment werd de 18-jarige Gene Tierney gecast, maar door vertragingen trok ze zich terug.
Het project verwaterde en werd pas in 1941 weer opgepakt. Een nationale zoektocht naar de rol van Velvet werd begonnen, maar dit leverde geen serieuze kanshebbers op. In november 1943 werd Clarence Brown aangesteld als de regisseur. Hij verving hiermee Mervin LeRoy. De rol ging uiteindelijk naar Elizabeth Taylor, die hiermee haar hoofdroldebuut maakte. Na de uitbrengst behaalde ze de status van een ster en werd ze over de hele wereld geprezen door de pers.
National Velvet werd genomineerd voor vijf Academy Awards en won in de categorieën 'Beste Montage' (Robert Kern) en 'Beste Vrouwelijke Bijrol' (Anne Revere). In 1978 werd een vervolg, International Velvet uitgebracht, met Tatum O'Neal in de hoofdrol.